# Through the Storm (Yolanda Adams)
Through the Storm è il secondo album in studio della cantante gospel Yolanda Adams, pubblicato nel dicembre del 1991 per l'etichetta Tribute Records.

| Recensione | Giudizio |
| ---------- | -------- |
| AllMusic   |          |

## Tracce
1. You Know That I Know – 4:14 (Yolanda Adams, Gregory Curtis)
2. My Everything – 4:41 (Yolanda Adams, Ben Tankard)
3. Through the Storm – 4:55 (V. Michael McKay)
4. I'm Free – 5:46 (Gregory Curtis)
5. Even Me – 5:25 (Roberta Martin)
6. Forever with Me – 4:14 (Yolanda Adams, Ben Tankard)
7. The Only Way – 5:24 (Fred Vaughn, Mervyn Warren)
8. Just a Prayer Away – 4:34 (Gregory Curtis)
9. A Message to You – 5:21 (Yolanda Adams, Ben Tankard)
10. Let Thy Will Be Done – 5:00 (Armirris Palmore)

Durata totale: 49:34